# Jacques Le Cann
Pour les articles homonymes, voir Le Cann.
Jacques Le Cann, né le 31 janvier 1886 et mort le 3 février 1972, est un écrivain français de langue bretonne.

## Biographie
Après 30 mois de front pendant la Première Guerre mondiale, il s'embarque avec la Mission militaire française, pour la Russie ; son rôle : participer à l'instruction des artilleurs russes, en vertu d'un accord signé entre Nicolas II et la France, en 1916. Quand il arrive à Moscou en mai 1917, le tsar vient d'être détrôné, la Révolution est en cours, l'homme fort est maintenant Kerenski, soutenu par les Socialistes-Révolutionnaires ; en octobre/novembre, les bolcheviks, conduits par Lénine et Trotski prennent le pouvoir à Petrograd et Moscou. Le soldat Le Cann, tout en remplissant sa mission, nota sur un carnet jusqu'en mars 1918, presque au jour le jour - et en breton - tous les faits auxquels il assiste : les menus incidents comme les événements essentiels qui détermineront l'Histoire de la Russie jusqu'à nos jours.